# Ansicht von Delft
Die Ansicht von Delft ist eine Stadtansicht von Jan Vermeer, die seine Heimatstadt Delft zeigt. Das 96,5 Zentimeter hohe und 115,7 Zentimeter breite Ölgemälde entstand 1660/1661. Heute hängt es im Mauritshuis in Den Haag. Das Gemälde ist eines von nur zwei erhalten gebliebenen Bildern im Werk von Vermeer, die eine Außenansicht zeigen. Das andere ist die wesentlich kleinere, 1657/1658 entstandene Straße in Delft.

## Bildbeschreibung
Das Bild zeigt eine Ansicht der Stadt Delft von einem erhöhten Standpunkt aus mit dem Fluss Schie im Vordergrund. Am unteren linken Bildrand befindet sich ein dreieckiger Uferstreifen, der sich über etwa drei Viertel des Randes erstreckt. Die Fläche des Himmels nimmt etwa die Hälfte der Bildhöhe ein. Die beiden Turmspitzen in der Bildmitte erreichen genau die halbe Höhe des Bildes. Die Lichtverhältnisse verändern sich vom Vorder- zum Hintergrund: Während die vorderen Häuser im Schatten liegen, befinden sich die hinteren im Sonnenlicht.
Die architektonischen Elemente sind parallel zum Bildrand angeordnet. Ihre Abbildung ist nicht streng realitätsgetreu. So hat Vermeer kleine Veränderungen an den Dächern vorgenommen sowie die Silhouette der Stadt vereinfacht und in die Breite gezogen, so dass der Eindruck eines kompakten Frieses entsteht. Am rechten Bildrand befindet sich das Rotterdam-Tor. Hinter der Brücke links vom Tor ist das Arsenal zu sehen, links der Brücke das Schiedam-Tor. In der Nähe des linken Bildrandes sind zwei Türme zu erkennen: Der größere gehört zur Oude Kerk, der kleinere zur Brauerei De Papegaai. Der Kirchturm, der sich in der Bildmitte, leicht nach rechts versetzt, befindet, gehört zur Nieuwe Kerk; da in ihm keine Kirchenglocken hängen, muss das Gemälde zwischen Mai 1660 und Herbst 1661 entstanden sein. Der Turm ist hell vom Sonnenlicht angestrahlt, was vermutlich ein politisches Statement Jan Vermeers darstellt, da sich in der Kirche seit 1622 das Grabmal des 1584 bei einem Attentat in Delft gestorbenen Wilhelm I. von Oranien befindet, der als Held des Widerstandes gegen Spanien galt. Das langgestreckte rote Dach am linken Bildrand ist der Sitz der Niederländischen Ostindien-Kompanie. Im Vordergrund befindet sich ein Ausschnitt des dreieckigen Hafenbeckens mit an den Kais festgemachten, von Pferden gezogenen Lastkähnen, Karavellen und Büsen, die für den Transport von Heringen verwendet wurden. Die Wolken, die vom Licht durchbrochen werden, türmen sich auf und bilden somit einen Gegensatz zur horizontalen Ausrichtung der Stadt.
Vermeer verzichtet auf die in vielen Stadtansichten anzutreffenden in die Tiefe führenden Straßen, mit denen das Innenleben der Stadt zugänglich gemacht werden sollte. Überhaupt weist das Bild kaum Darstellung von Leben auf. Nur am Ufer im Vordergrund stehen links eine vierköpfige Menschengruppe und etwas weiter rechts zwei Frauen.
Die Farbgebung der Ansicht von Delft wird von Braun- und Ockertönen dominiert. Zugleich nutzte Vermeer auch die Textur als gestalterisches Mittel. So sind die im sonnigen Hintergrund gelegenen lachsfarbenen Dächer mit einer dicken, welligen Farbe gemalt, um die gewellten Dachziegelstrukturen zu verdeutlichen. Die ziegelroten Dächer am linken Bildrand sind dagegen mit einer sandigen, rauen Farbe gemalt. Auf die im Schatten liegenden Gebäude im Mittelgrund und die Schiffsrümpfe setzte Vermeer Farbtupfen, um die Fugenstruktur und die Verkrustungen zu zeigen. Auch die Wolken weisen eine große Vielfalt an Farbnuancen auf.
Moderne Kritiker heben vor allem die meteorologischen Beobachtungen Vermeers hervor und bezeichnen es deshalb als das erste impressionistische Gemälde: Keine Ansicht, sondern „ein Sonnenstrahl auf die Stadt nach einem Gewitter“; tatsächlich beruht der Zauber des Bildes gerade auf dem Spiel der verschiedenartigen Lichter und Schatten.
Umstritten ist, ob Vermeer zur Anfertigung des Gemäldes eine Camera obscura benutzt hat. Norbert Schneider hält das für möglich, während Karl Schütz es bestreitet.

## Provenienz
Es ist nicht bekannt, an wen Jan Vermeer die Ansicht von Delft verkaufte. Möglicherweise befand sich das Bild aber im Besitz der Familie van Ruijven. Maria de Knuijt, die Ehefrau von Pieter van Ruijven, zählte zu Vermeers wichtigsten Mäzenen. Erstmals nachweisbar ist die Stadtansicht 1696 im Auktionskatalog der Sammlung des Delfter Buchdruckers Jacob Dissius als Bild Nr. 32 („die Stadt Delft in Perspektive, vom Süden her gesehen“), das 200 Gulden erzielte. Im 18. Jahrhundert befand es sich im Besitz des Kaufmanns Willem Philip Kops. Nach seinem Tod ging es in den Besitz seiner Ehefrau über, die es bei ihrem Tod 1820 ihrer Tochter Johanna Kops hinterließ. Diese ließ es 1822 versteigern.
Der damalige Direktor des Mauritshuis, Jonkheer Steengracht van Oostkapelle, wies den Minister an, es nicht zu ersteigern, da es nicht ins Kabinett passen würde. Dagegen drängte der Direktor des Rijksmuseums, Cornelius Apostool, den Minister, König Wilhelm I. um Geld für den Ankauf bitten. Das Gemälde wurde dann 1822 von S. J. Stinstra aus Amsterdam für 2900 Gulden an die holländische Regierung verkauft. Der König ließ es aber im Den Haager Mauritshuis ausstellen und nicht wie erwartet in Amsterdam. Die Gründe für diese Entscheidung sind nicht bekannt. Es wird vermutet, dass Wilhelm I. das Gemälde einfach gefiel oder er die Darstellung der Nieuwe Kerk als Erinnerung an seine Ahnen empfand.

## Rezeption bei Proust
Marcel Proust nannte die Ansicht von Delft „das schönste Bild der Welt“ („le plus beau tableau du monde“). 1921 besuchte Proust im Pariser Museum Jeu de Paume eine Ausstellung, in der auch die Ansicht von Delft zu sehen war, obwohl er krank war. Auf der Treppe zur Ausstellung erlitt er einen Schwächeanfall – wobei der deutsche Herausgeber Luzius Keller dies in den Kommentaren zur Ausgabe "in das Reich der biographischen Legenden" abtut.
Proust griff die Ansicht von Delft und den Schwächeanfall in seinem Monumentalwerk Auf der Suche nach der verlorenen Zeit auf. Im fünften Teil des Romans, Die Gefangene (1923, Fragment: Der Tod von Bergotte), wird die Romanfigur Bergotte durch eine Kritik auf ein „gelbes Mauerstück“ („petit pan de mur jaune“) in der Ansicht von Delft aufmerksam gemacht und erleidet vor dem Gemälde einen tödlichen Herzinfarkt. Dieses gelbe Mauerstück ist jedoch auf dem Gemälde gar nicht zu finden; möglicherweise hat Proust es erfunden.